# Sonidos de fiesta

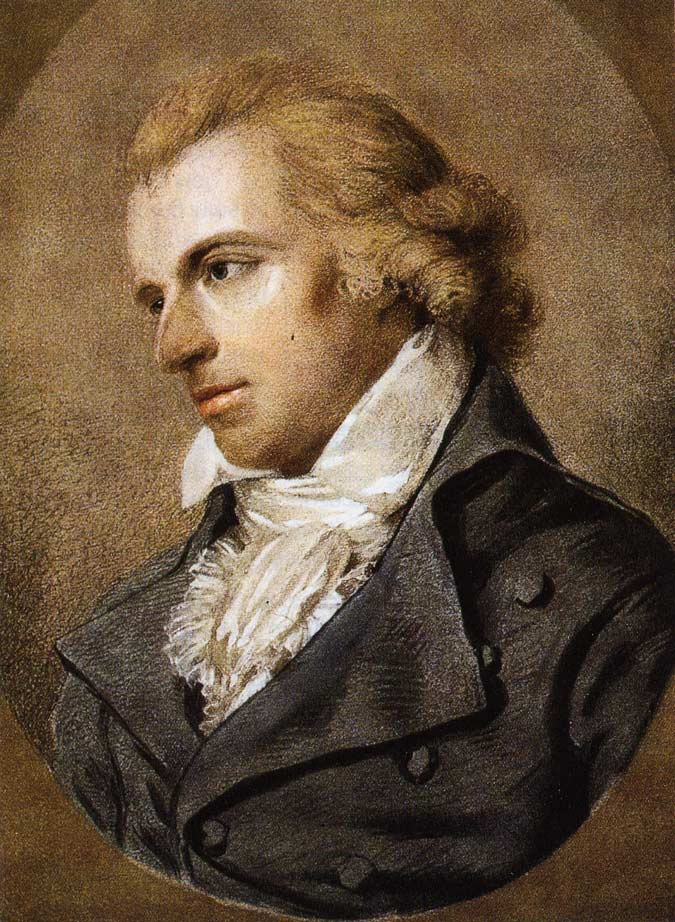
Sonidos de fiesta está basado en la obra de Friedrich Schiller Homenaje a las artes, pero no existe una relación clara con esta.

Sonidos de fiesta (en alemán, Festklänge) S.101 es un poema sinfónico compuesto por Franz Liszt en 1854. Es el número 7 de su ciclo de trece Poemas sinfónicos escritos durante su periodo en Weimar. Está basado en la obra de Friedrich Schiller Homenaje a las artes, pero no existe una relación clara con esta.
La obra se estrenó en el Teatro de la corte en Weimar el 9 de noviembre de 1854, bajo la dirección del compositor. 

## Estructura
El inicio (Andante mosso con brio) sigue la forma sonata sin desarrollo, acompasada por los timbales. Le sigue un Andante sostenuto y un Allegretto-tempo rubato, que es parte de una polca. Esta parte es un homenaje a la princesa ruso-polaca Carolyne zu Sayn-Wittgenstein, con quien Liszt pensó que podría casarse.
El tiempo de ejecución es de alrededor de 15 a 17 minutos.